# 安恩濤
安恩濤（葡萄牙語：Ernesto Melo Antunes，澳葡官定譯名為安恩濤；1933年10月2日—1999年8月10日），葡萄牙軍人、政治人物。
1957年成為少尉，1972年晉升為少校，1974年參與康乃馨革命，並發揮重大戰略作用。革命成功後，他多次擔任臨時政府部長職位。
1986至1988年間任聯合國教科文組織副總幹事。